# Arleux-en-Gohelle
Arleux-en-Gohelle är en kommun i departementet Pas-de-Calais i regionen Hauts-de-France i norra Frankrike. Kommunen ligger i kantonen Vimy som tillhör arrondissementet Arras. År 2022 hade Arleux-en-Gohelle 933 invånare.

## Befolkningsutveckling
Antalet invånare i kommunen Arleux-en-Gohelle
| Referens: INSEE |